# Leigh Delamere
Leigh Delamere – wieś w Anglii, w hrabstwie Wiltshire, w civil parish Grittleton. Leży 56 km na północny zachód od miasta Salisbury i 142 km na zachód od Londynu. W 1931 roku civil parish liczyła 96 mieszkańców.